# Sociedade de Instrução Guilherme Cossoul
A Cossoul - Sociedade de Instrução Guilherme Cossoul é uma instituição privada de utilidade pública com sede na Avenida D. Carlos I n.º 61, em Lisboa.
Foi fundada a 7 de Setembro de 1885 por 47 amadores de música e admiradores de Guilherme Cossoul, compositor e violoncelista português do século XIX. É actualmente uma das mais antigas e prestigiadas associações de Lisboa, tendo vindo a desenvolver a sua actividade nas diversas áreas culturais e artísticas. Na área do teatro, a Cossoul recebeu, em meados do século XX, a informal designação de “Conservatório da Esperança”, em virtude da sua localização geográfica (contígua à Rua da Esperança) e do facto de sempre ter sido rampa de lançamento para novos artistas.
Atualmente, o programa de actividades da Cossoul contempla o teatro (privilegiando a apresentação de autores portugueses e a integração de jovens actores), a literatura (essencialmente através da edição e divulgação de primeiras obras de autores lusófonos), as artes visuais (facultando espaços para criadores de várias gerações exporem os seus trabalhos), a música (promoção de concertos, divulgação de propostas musicais alternativas, espaço para ensaios) e o cinema (realização e exibição de filmes em suporte vídeo), entre outros. A Cossoul conta ainda com um espaço de Bar/Restaurante com uma programação abrangente (concertos de música, stand-up comedy, concursos de Quiz) e, mais recentemente, com a Livraria ( Sr Teste e Ennui), que se vem juntar aos já existentes Grupo de Teatro AltaCena e Edições Artefacto.
Em junho de 2017, o prédio onde se situava a instituição foi vendido por 3 milhões e 700 mil euros. As novas instalações da Cossoul são na Rua Nova da Piedade 66, em Lisboa.
O novo espaço oferece serviço de bar, livraria e galeria. A programação conta com diversos eventos musicais, literários e artísticos, muitos deles gratuitos.

## Teatro
Não obstante a sua vocação inicial ter sido a aprendizagem musical e a execução instrumental, a instituição cedo alargou as suas actividades a outras artes, tendo tido um papel impulsionador do moderno teatro português.
O seu contributo para o desenvolvimento do teatro português pode avaliar-se pelos nomes que daí emergiram ou aí se afirmaram:
- Encenadores: Jacinto Ramos, José Viana, João Pedro de Andrade, Fernando Gusmão, Artur Semedo, Rogério Paulo, Carlos Avilez, Humberto d’Ávila, Varela Silva, e mais recentemente, Ildefonso Valério, José Martins, Estrela Novais e José Boa Vida.
- Actores: Alda Rodrigues, Alina Vaz, Celestino Silva, Dinah Stichini, Fernanda Alves, Gilberto Gonçalves, Glicínia Quartin, Grece de Castro, Henrique Viana, Isabel Wolmar, Jacinto Ramos, João Sarabando, José Pedro Vasconcelos,  José Terra, José Viana, Judite Marques, Luís Alberto, Luís Castanheira, Manuela Costa, Maria Bastos, Maria do Rosário, Raul Solnado, Senuel de Carvalho, Varela Silva e mais recentemente, Pêpê Rapazote, Pedro Barbeitos e Manuel Marques.
- Cenógrafos: Álvaro Marques, António Botelho, Bartolomeu Cid, Calvet da Costa, Carlos Ribeiro, Conceição e Silva, Figueiredo Sobral, Henrique Cayatte, José Viana, Lima de Freitas, Mário Alberto, Octávio Clérigo, Regina Rezende, Rogério Ribeiro, Rui A Pereira, Sá Nogueira

## Organização de festival de Teatro
- 2015 - FESTIVAL DA PAIXÃO – 1º ENCONTRO[1]
- 2016 - FESTIVAL DA PAIXÃO – 2º ENCONTRO[1]